# لی‌لی‌پوت و بلفوسکو
لی‌لی‌پوت (انگلیسی: Lilliput) و بلفوسکو (انگلیسی: Blefuscu) نام دو کشور جزیره‌ای خیالی است که در نخستین بخش رمان سفرهای گالیور اثر جاناتان سوییفت از آن‌ها یاد شده‌است. این دو جزیره در اقیانوس هند جنوبی قرار دارند و با تنگه‌ای به عرض ۸۰۰ یارد (۷۳۰ متر) از هم جدا شده‌اند. ساکنان هر دو جزیره آدم کوچولوهایی هستند که قد آنها حدوداً یک دوازدهم قد انسان معمولی است. حکمران هر دو کشور خود را امپراتور می‌خواند. پایتخت لیلیپوت میلدندو (انگلیسی: Mildendo) نام دارد.
برای سال‌ها بر سرِ شکستن تخم‌مرغ از سر یا ته بین لیلیپوت و بلفوسکو اختلاف و جنگ وجود دارد.